# Кольо Кънев
Кольо Йорданов Кънев е български партизанин, деец на ДРО и политик от БКП.

## Биография
Роден е на 11 февруари 1915 г. в добричкото село Кабасакал. През 1933 г. се включва в Добруджанската революционна организация. На следващата година става член на Румънския комунистически младежки съюз.
Член е на БКП от 1940 г. След това е секретар на Областния комитет на БКП в Добрич и негов сътрудник. От май 1944 г. е партизанин и командир на чета „Велико Маринов“, а след това на Приморски партизански отряд „Васил Левски“.
След 9 септември 1944 г. е последователно първи секретар на Градския и на Околийския комитети на БКП в Добрич. Бил е член на Бюрото на Окръжния комитет на БКП в Добрич и председател на Окръжния комитет на борците против фашизма и капитализма. Освен това е председател на Окръжната контролно-ревизионна комисия. През 1976 г. е избран за член на Централната контролно-ревизионна комисия на БКП.
Награждаван е с орден „Георги Димитров“.